# 코원에너지서비스
코원에너지서비스는 서울특별시 동남권의 도시가스 공급 업체이다. SK그룹의 계열사이므로, SK이노베이션 계열에 속한다. 도시가스 공급 권역은 서울특별시 강남구, 서초구, 강동구, 송파구를 비롯한, 경기도 성남시, 하남시, 과천시, 광주시, 이천시, 여주시까지 독점 공급하고 있다.

## 본점 및 지점 현황
- 본점: 서울특별시 강남구 남부순환로 3165 (대치동)
- 경기지사: 경기도 성남시 수정구 성남대로 1217 (수진동)